# デビュー
デビュー（フランス語: début）は、社交界・舞台・文壇などに、新人が初めて登場すること。初舞台・初登場などと訳される。芸能界やスポーツ界など華やかな場に初めて出ることも含む。転じて、鉄道車両や自動車の新型車両などの初お目見え時にも使われる。反対語は引退。
débutante（デビュタント）は、初めて社交界に出た女性や初舞台を踏んだ女優を意味する。
多く芸術作品について、その製作者にとって最初の作品、あるいはそれによって世間にその人が認められた最初の作品のことを処女作という。
（近年の用例で）高校時代にぱっとしなかった人物が、大学入学後に過去の自分を知っている人物が周囲に居なくなったために今までの自分にもたれていたイメージを払拭しようと、派手なファッションをしたり目立つことをした場合に「大学デビュー」ということがある。同様の例として「高校デビュー」「社会人デビュー」という言葉もある。また、地方出身者が渋谷に出かけることを「渋谷デビュー」ということなども同様の例である。